# 柑橘公園 (亞利桑那州)
柑橘公園（英語：Citrus Park）是位於美國亞利桑那州馬里科帕縣的一個人口普查指定地區。根據2010年美國人口普查，該地人口為4028人，而該地的面積約為15.03平方千米。

## 地理
柑橘公園的座標為33°32′14″N 112°26′39″W / 33.53722°N 112.44417°W，而該地最高點為海拔高度363米（即1191英尺）。